# Нид (река у Енглеској)
Нид (енгл. River Nidd) је река у Уједињеном Краљевству, у Енглеској. Дуга је 94,45 km. Улива се у Уз. 